# Maureen Koster
Maureen Koster (ur. 3 lipca 1992 w Goudzie) – holenderska lekkoatletka specjalizująca się w biegach średnich.
Uczestniczka mistrzostw świata juniorów w Moncton (2010). W 2013 dotarła do półfinału biegu na 1500 metrów podczas mistrzostw świata w Moskwie oraz zdobyła brąz w drużynie młodzieżowców na europejskim czempionacie w biegach przełajowych. Brązowa medalistka halowych mistrzostw Europy w Pradze (2015). W 2016 była czwarta w biegu na 3000 metrów podczas halowych mistrzostw świata oraz rok później na halowym czempionacie Starego Kontynentu w Belgradzie.
Złota medalistka mistrzostw Holandii oraz reprezentantka kraju na drużynowych mistrzostwach Europy.

## Osiągnięcia
| Rok  | Impreza                                   | Miejsce        | Konkurencja           | Lokata      | Wynik    |
| ---- | ----------------------------------------- | -------------- | --------------------- | ----------- | -------- |
| 2010 | Mistrzostwa świata juniorów               | Moncton        | bieg na 1500 m        | eliminacje  | 4:22,08  |
| 2012 | Mistrzostwa Europy w biegach przełajowych | Budapeszt      | bieg młodzieżowców    | 21. miejsce | 21:53    |
| 2013 | I liga drużynowych mistrzostw Europy      | Dublin         | bieg na 1500 m        | 1. miejsce  | 4:22,66  |
| 2013 | Młodzieżowe mistrzostwa Europy            | Helsinki       | bieg na 1500 m        | –           | DNF      |
| 2013 | Mistrzostwa świata                        | Moskwa         | bieg na 1500 m        | półfinał    | 4:08,15  |
| 2013 | Mistrzostwa Europy w biegach przełajowych | Belgrad        | bieg młodzieżowców    | 14. miejsce | 20:51    |
| 2013 | Mistrzostwa Europy w biegach przełajowych | Belgrad        | drużyna młodzieżowców | 3. miejsce  |          |
| 2014 | Mistrzostwa Europy                        | Zurych         | bieg na 1500 m        | eliminacje  | 4:15,11  |
| 2014 | Mistrzostwa Europy w biegach przełajowych | Samokow        | bieg młodzieżowców    | 5. miejsce  | 22:37    |
| 2015 | Halowe mistrzostwa Europy                 | Praga          | bieg na 3000 m        | 3. miejsce  | 8:51,64  |
| 2015 | I liga drużynowych mistrzostw Europy      | Heraklion      | bieg na 800 m         | 5. miejsce  | 2:03,36  |
| 2015 | Mistrzostwa świata                        | Pekin          | bieg na 1500 m        | półfinał    | 4:10,95  |
| 2015 | Mistrzostwa Europy w biegach przełajowych | Hyères         | bieg seniorek         | 9. miejsce  | 26:28    |
| 2016 | Halowe mistrzostwa świata                 | Portland       | bieg na 3000 m        | 4. miejsce  | 8:56,44  |
| 2016 | Igrzyska olimpijskie                      | Rio de Janeiro | bieg na 1500 m        | eliminacje  | 4:13,15  |
| 2017 | Halowe mistrzostwa Europy                 | Belgrad        | bieg na 3000 m        | 4. miejsce  | 8:48,99  |
| 2017 | Superliga drużynowych mistrzostw Europy   | Lille          | bieg na 1500 m        | 6. miejsce  | 4:15,12  |
| 2018 | Mistrzostwa Europy                        | Berlin         | bieg na 5000 m        | 8. miejsce  | 15:21,64 |
| 2018 | Mistrzostwa Europy w biegach przełajowych | Tilburg        | bieg seniorek         | 11. miejsce | 27:08    |
| 2018 | Mistrzostwa Europy w biegach przełajowych | Tilburg        | drużyna seniorek      | 1. miejsce  |          |
| 2019 | Halowe mistrzostwa Europy                 | Glasgow        | bieg na 3000 m        | 6. miejsce  | 8:56,22  |
| 2019 | I liga drużynowych mistrzostw Europy      | Sandnes        | bieg na 3000 m        | 2. miejsce  | 9:46,29  |
| 2019 | Mistrzostwa świata                        | Doha           | bieg na 5000 m        | eliminacje  | DNF      |
| 2021 | Halowe mistrzostwa Europy                 | Toruń          | bieg na 3000 m        | –           | DNF      |
| 2022 | Mistrzostwa świata                        | Eugene         | bieg na 5000 m        | eliminacje  | 15:18,17 |
| 2022 | Mistrzostwa Europy                        | Monachium      | bieg na 5000 m        | 4. miejsce  | 15:03,29 |
| 2023 | Halowe mistrzostwa Europy                 | Stambuł        | bieg na 3000 m        | 6. miejsce  | 8:47,17  |
| 2023 | Mistrzostwa świata                        | Budapeszt      | bieg na 5000 m        | 12. miejsce | 15:00,78 |
| 2023 | Mistrzostwa Europy w biegach przełajowych | Bruksela       | sztafeta mieszana     | 2. miejsce  | 19:46    |
| 2024 | Mistrzostwa Europy                        | Rzym           | bieg na 5000 m        | 4. miejsce  | 14:44,46 |
| 2024 | Igrzyska olimpijskie                      | Paryż          | bieg na 5000 m        | eliminacje  | 15:03,66 |
| 2025 | Halowe mistrzostwa Europy                 | Apeldoorn      | bieg na 3000 m        | –           | DNF      |
| 2025 | I dywizja drużynowych mistrzostw Europy   | Madryt         | bieg na 1500 m        | 9. miejsce  | 4:11,07  |

## Rekordy życiowe
- Bieg na 800 metrów – 2:02,15 (2014)
- Bieg na 1000 metrów – 2:40,09 (2014)
- Bieg na 1500 metrów (stadion) – 3:59,79 (2015)
- Bieg na 1500 metrów (hala) – 4:06,64 (2025)
- Bieg na 3000 metrów (stadion) – 8:26,30 (2024)
- Bieg na 3000 metrów (hala) – 8:33,47 (2025)
- Bieg na 5000 metrów – 14:44,46 (2024)